# Lepar Samura
Lepar Samura is een bestuurslaag in het regentschap Karo van de provincie Noord-Sumatra, Indonesië. Lepar Samura telt 345 inwoners (volkstelling 2010).